# Bahodir Jalolov
Bahodir Jalolov (Sariosiyo, 8 de julio de 1994) es un deportista uzbeko que compite en boxeo.
Participó en tres Juegos Olímpicos de Verano, obteniendo dos medallas de oro, en Tokio 2020 y París 2024, en el peso superpesado, y el quinto lugar en Río de Janeiro 2016, en el mismo peso. Ganó tres medallas en el Campeonato Mundial de Boxeo Aficionado entre los años 2015 y 2023.

## Palmarés internacional
| Juegos Olímpicos   | Juegos Olímpicos      | Juegos Olímpicos  | Juegos Olímpicos |
| Año                | Lugar                 | Medalla           | Categoría        |
| ------------------ | --------------------- | ----------------- | ---------------- |
| 2020               | Tokio (Japón)         | Medalla de oro    | +91 kg           |
| 2024               | París (Francia)       | Medalla de oro    | +92 kg           |
| Campeonato Mundial |                       |                   |                  |
| Año                | Lugar                 | Medalla           | Categoría        |
| 2015               | Doha (Catar)          | Medalla de bronce | +91 kg           |
| 2019               | Ekaterimburgo (Rusia) | Medalla de oro    | +91 kg           |
| 2023               | Taskent (Uzbekistán)  | Medalla de oro    | +92 kg           |